# تحلل مائي

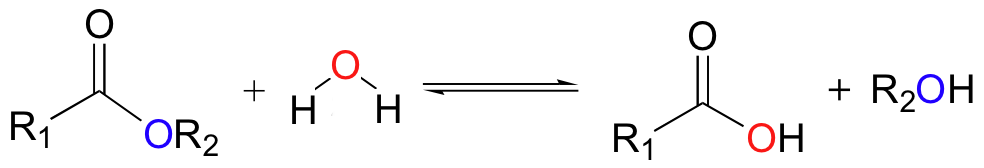
الآلية العامة لتفاعل التحلل المائي. (السهم ذو الاتجاهين يشير إلى تفاعل متوازن ، أي يسير من اليسار إلى اليمين (تحلل مائي) وفي نفس الوقت من اليمين إلى اليسار في عملية تكاثف. هذا هو توازن كيميائي.

التحلل المائي (يُعرف أيضا كـ الحلمهة أو الحلمأة أو التَّميؤ) في الكيمياء العضوية على أنه التفاعل الذي يتم بين مركب كيميائي والماء فيؤدي إلى انكسار الرابطة الكيميائية في جزيء الماء إلى أيون الهيدروجين (بروتون) وأيون الهيدروكسيل.
يستعمل هذا التفاعل لتغيير الروابط الكيميائية في البوليميرات. كما إنه تفاعل هام لدى تشكيل المواد السيراميكية باستخدام تقنية الصل-جل.
كمثال على تفاعلات الحلمهة
- تفاعل حلمهة النتريل إلى حمض كربوكسيلي وأمونياك.

R-C≡N + 2H2O → R-COOH + NH3
+R-C≡N + 2H2O + H+ → R-COOH + NH4

## حلمهة الأملاح
حينما يذوب ملح في ماء فإنه يتفكك إلى أيوناته الموجبة والسالبة تفككا تاما، باستثناء الأملاح التي لاتذوب في الماء BaSO4 وAgCl، وعندئذ يوجد في المحلول:
1. جزيئات الماء
2. الأيونات السالبة (الشق الحمضي)
3. الأيونات الموجبة (الشق القاعدي للملح)

ما يحدث بين جزيئات الماء والأيونات السالبة والموجبة: نجد أنه يحدث تفاعل بين الماء والأيونات الذائبة فيه، ولكن طبيعة هذا التفاعل لن تعتمد إلا على طبيعة الأيون الذائب وهذا الأساس الذي تعتمد عليه.

## ثابت الحلمهة
ثابت الحلمهة أو ثابت التحلل المائي (Hydrolysis constant) عبارة عن ثابت التوازن لتفاعل الحلمهة (تحلل الماء).
على سبيل المثال، إذا كان الملح المعدني مثل كلوريد الألمونيوم AlCl3 يذوب في محلول مائي، فإن الأيونات المعدنية الموجبة (الكاتيونات) تتصرف على أنها حمض لويس، وتتحلل جزيئات الماء في المذيب.
+Al3+ + 2 H2O → AlOH2+ + H3O
ثابت التحلل المائي لهذا التفاعل كما هو موضح:
Khydrolysis = [H3O+] * [AlOH2+] / [Al3+]
في شكل أكثر عمومية، يمكن وصف ثابت التحلل المائي على النحو التالي:
Ka = [H3O+] * [A-] / [HA]
حيث -A يمثل أي قاعدة، وHA يمثل أي حمض.

## حلمهةأدينوسين ثلاثي الفوسفات
التحلل المائي يظهر أيضا في التمثيل الغذائي وتخزين الطاقة في الأحياء. تحتاج الخلايا الحية أمداد متواصل من الطاقة لغرضين: للتصنيع البيولوجي لجزيئات صغيرة ولجزيئات كبير ة، وكذلك لنقل الأيونات والجزيئات عبر أغشية الخلايا.
الطافة المستمدة من أكسدة مواد الغذاء لا تتم دفعة واحدة، وإنما تتم على مراحل في هدوء وتتعاقب في جزيء خاص بتخزين الطاقة، هذا الجزيء هو أدينوسين ثلاثي الفوسفات (ATP). يحوي جزيء ATP روابط «بيروفوسفات» وهي التاي تطلق الطاقة عن احتياج الكائن الحي إليها. يمكن ل أدينوسين ثلاثي الفوسفات التحلل المائي عن طريقين: إزالة طرف فوسفات ليتحول إلى أدينوسين ثنائي الفوسفات ADP وفوسفات غير عضوي أو إزالة طرف فوسفات من أدينوسين ثنائي الفوسفات ويتحول إلى أدينوسين أحادي الفوسفات AMP وبيروفوسفات. يمكن لجزيء بيروفوسفات مواصلة التفكك، ويتفكك إلى جزئن منه كل منهما فوسفات. وهذا ينتج في تفاعلات بيولوجية يمكن ان تسير في اتجاه تصنيع بروتين عندما تتحلل مائيا جزيئات تحوي الفوسفات.

## اقرأ أيضاً
- محلول
- محلول منظم
- أس هيدروجيني